# Herford
Herford és una ciutat mitjana a l'estat federal alemany de Rin del Nord-Westfàlia, la capital del districte rural homònim. L'empori vell de la Lliga Hanseàtica forma, juntament amb Bielefeld i Gütersloh, una àrea metropolitana important del país.

## Geografia
La ciutat és al Ravensberger Hügelland (en alemany “paisatge dels pujols de Ravensberg”) entre les muntanyes de la Serra de Wiehen al nord i del bosc de Teutoburg al sud, a 46 km cap a l'est d'Osnabrück i a 15 km cap al nord-est de Bielefeld. El lloc més elevat és el Dornberg (240 m) al barri de Schwarzenmoor. El lloc menys elevat és a la vall del Werre (56 m) al barri de Falkendiek. El riu Aa conflueix amb el Werre al centre de la ciutat. A l'est de la ciutat es troba Stadtwald (bosc ciutadà) amb el cim Stuckenberg.

### Municipis veïns
Herford és limítrof d'Enger i Hiddenhausen a l'oest, de Löhne i Vlotho al nord, de Bad Salzuflen (districte de Lippe) a l'est i de la districte urbà de Bielefeld al sud.

### Divisió de la ciutat

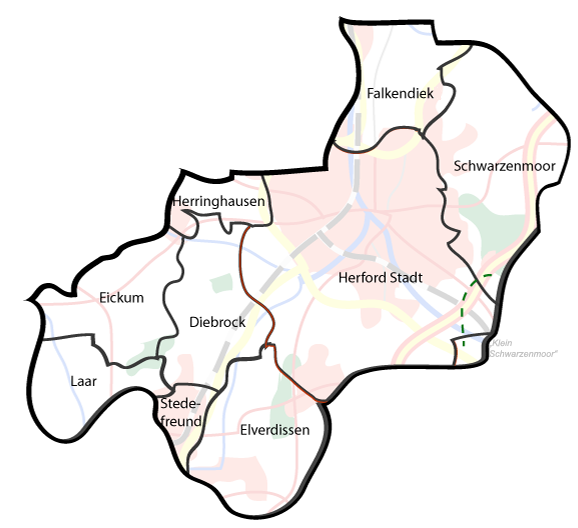
Divisió de la ciutat

Des de 1969 la ciutat té els barris següents (el nombre d'habitants correspon a la declaració de domicili de la ciutat de Herford de 31 de desembre de 2007):
| Barri          | Habitants |
| -------------- | --------- |
| Herford-ciutat | 51.652    |
| Diebrock       | 1.970     |
| Eickum         | 1.881     |
| Elverdissen    | 4.321     |
| Falkendiek     | 906       |
| Herringhausen  | 2.656     |
| Laar           | 478       |
| Schwarzenmoor  | 1.762     |
| Stedefreund    | 1.446     |

El barri Herford-ciutat fa referència al centre de la ciutat, i correspon a la ciutat principal que existia fins al 31 de desembre de 1968. El centre de la ciutat correspon al centre històric de la ciutat, que es trobava dins de les fortificacions. Consisteix en el barri més antic Radewig així com l'Altstadt (ciutat vella) i la Neustadt (ciutat nova). Antigament els tres barris havien estat  independents i tenien les seves pròpies alcaldies.
Nordstadt («Raval del Nord») és un barri amb una densitat de la població superior a la mitjana de la ciutat, amb 180 habitants per hectàrea. El territori no estava urbanitzat i hi havia  una zona de distribució dels zíngars. Després de la Segona Guerra mundial els refugiats van establir-se en aquesta zona. En els anys 70, s'hi van construïr habitatges amb lloguers moderats.

## Història
La ciutat va ser fundada l'any 789 per Carlemany per tal de protegir un gual a l'estret riu Werre. Un segle més tard, Matilde, filla de Teodoric de Ringelheim, comte de Saxònia, va créixer a l'abadia d'Herford; era descendent del líder saxó Widukind. A Herford va conèixer a Enric l'Ocellaire, que més tard esdevingué rei d'Alemanya.
A finals de l'època medieval Herford era membre de la Lliga Hanseàtica. Era una Ciutat Imperial Lliure, és a dir, estava directament subordinada a l'emperador. Aquest estatus es va perdre després de la pau de Westfàlia (1648), quan Herford va ser annexada per Brandenburg-Prússia. Va ser administrada dins de la província de Westfàlia després de les guerres napoleòniques, i va formar part del nou estat de Renània del Nord-Westfàlia després de la Segona Guerra Mundial.

## Museus

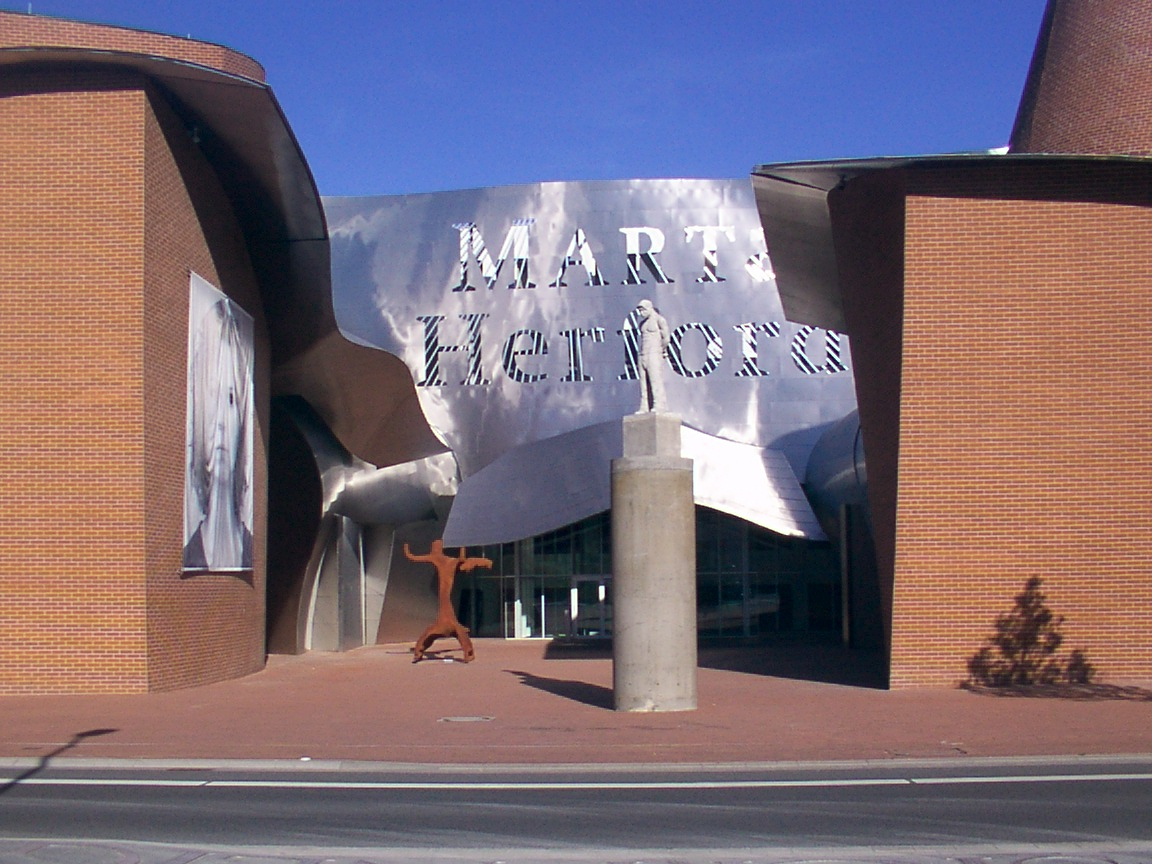
El Museu MARTa

El "MARTa Herford", museu de l'art contemporani i del disseny del segle xxi, va obrir les portes el maig de 2005. Aquest edifici va ser concebut per l'arquitecte Frank Gehry, autor igualment del Museu Guggenheim a Bilbao (País Basc) i el Walt Disney Concert Hall a Los Angeles (EUA). Les exposicions canvien irregularment.
A la casa Daniel Pöppelmann (Daniel-Pöppelmann-Haus) hi ha una exposició sobre la història de la ciutat.

## Teatre
Al Teatre Municipal (Stadttheater) construït el 1960 a la Mindener Straße, amb els seus 692 seients, s'hi representen obres de teatre de grups  independents.

## Fills il·lustres
- Edward Benjamin Scheve (1865-1924): compositor de música, que més tard es va nacionalitzar estatunidenc.
- Hermann Berghaus (1828-1890): geograf.

## Transport

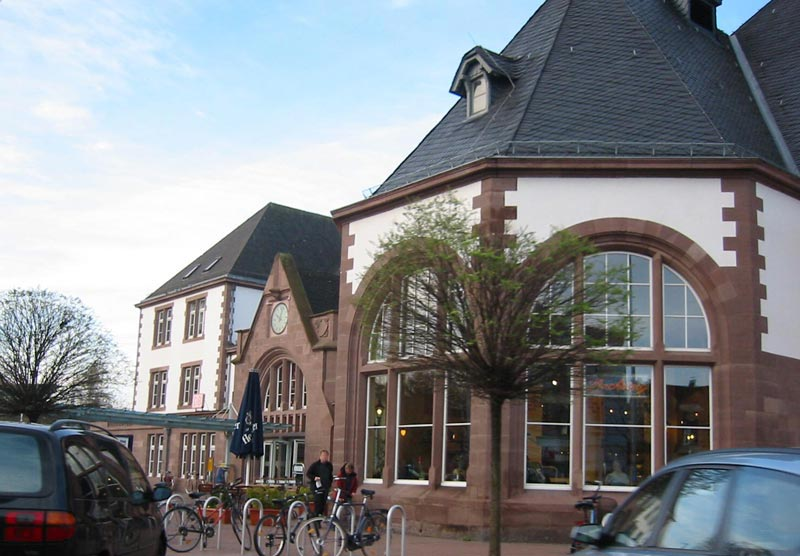
L'estació d'Herford

### Trànsit aeri
L'aeroport més proper és el de Paderborn/Lippstadt, a 85 km al sud de Herford. L'aeroport de Hannover és a 90 km al nord-est de la ciutat. Existeixen igualment diversos aeròdroms al voltant de Herford com a Bielefeld, a Oerlinghausen o a Porta Westfalica.

### Trànsit ferroviari
L'estació de Herford és una estació intermèdia amb quatre andanes amb set carrils. És a la línia Minden-Hamm que és la línia principal entre Hannover i Berlín a l'est i la Regió del Ruhr, Düsseldorf i Colònia al sud-oest. És també la terminal de dues línies secundàries: Herford-Kirchlengern que s'uneix a la línia cap a Osnabrück i Herford-Altenbeken, que travessa les ciutats de Bad Salzuflen, Detmold i Paderborn.

### Autobús
L'autobús és l'únic mitjà de transport públic a Herford. La seva plataforma giratòria principal és a l'Alter Markt. L'estació ferroviària és la segona cruïlla en importància. El sistema dels autobusos de Herford és diferit per tres categories : els «Stadtbus», les línies regionals i les línies urbanes. Els «Stadtbus» són efectuats pels VMR (Verkehrsbetriebe Minden-Ravensberg) i circulen pels ravals i els grans eixos de circulació. Porten un «S» en els seus noms : 
- S1 Eickum – Alter Markt – Nordstadt («Raval del Nord»)
- S2 Elverdissen – Alter Markt
- S3 Falkendiek – Alter Markt – Glumke
- S4 Hamscheberg – Alter Markt – Hamscheberg
- S5 Ahmsen – Schobeke – Alter Markt – Tierpark (Friedenstal)
- S6 Dieselstraße – Alter Markt – Amselplatz

Les línies regionals van a Bad Salzuflen, Bünde, Enger, Löhne, Vlotho, Spenge, Bielefeld-Milse i Schildesche. Els caps de setmana i les vigilies dels festius una línia nocturna uneix l'estació de Herford i el Jahnplatz a Bielefeld.

### Carreteres i autopistes
L'autopista A2 travessa el territori de la ciutat des de 1938. Hi ha dues sortides cap a Herford: Herford/Bad Salzuflen i Herford-Ost.
Les carreteres nacionals B61 i B239 dirigeixen el trànsit a la perifèria de Herford formant una circumval·lació parcial del sud per l'oest al nord del centre de la ciutat.